# Hofer Symphoniker

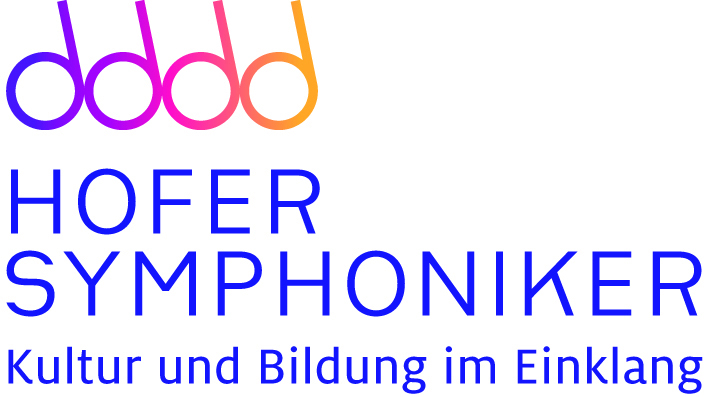
Aktuelles Logo

Die Hofer Symphoniker sind ein Sinfonieorchester in der Stadt Hof in Oberfranken. Das Orchester besteht seit 1945. Ihm gehören 62 Musiker aus 19 Nationen an. Die Hofer Symphoniker verstehen sich als Kultur- und Bildungsunternehmen und werden seit dem 1. Januar 2007 in der Form einer gemeinnützigen GmbH geführt. Unter ihrem Dach vereinen sie eine große Bandbreite musikalischer, sozialer und pädagogischer Projekte.

## Unternehmen
Seit ihrem Gründungsjahr 1945 sind die Hofer Symphoniker stetig gewachsen, haben neben dem Bereich Orchester auch eine Musikschule, eine Suzuki-Akademie und eine Kunstschule gegründet und kooperieren mit allgemeinbildenden Schulen und Kindergärten. Dadurch sind sie fest im Stadtleben verankert. Die Musikschule der Hofer Symphoniker wurde 1978 gegründet.
Von 1946 bis 1965 war August Mayer-Pabst 1. Geschäftsführer des Orchesters. Von 1965 bis 2008 entwickelte Intendant Wilfried Anton die Hofer Symphoniker maßgeblich zum heutigen Kultur- und Bildungsunternehmen. Von 2009 bis 2021 wirkte Ingrid Schrader als Intendantin bei den Symphonikern. Seit 2021 haben die Hofer Symphoniker eine Doppelspitze, Carola Bethke ist die Intendantin, Oliver Geipel ist der kaufmännische Geschäftsführer.

## Geschichte
1945 gründete Kapellmeister Karl F. Keller die Hofer Symphoniker unter dem Namen Hofer Konzertorchester. Die Musiker stammten überwiegend aus dem Sudetenland; einige ortsansässige Musiker ergänzten das Orchester. Ab 1965 hatte Intendant Wilfried Anton die Verantwortung für das Orchester. In ihren Anfangsjahren waren die Hofer Symphoniker hauptsächlich ein Theaterorchester. Da sie jedoch alleine mit Theaterdiensten ihre Existenz nicht sichern konnten, traten sie auch als Kurorchester in Bad Steben, Bad Kissingen (siehe: Kurorchester Bad Kissingen) und Bad Bocklet auf. 1953 hatten die Hofer Symphoniker noch eine Planstellenstärke von 40 Musikern. Bis 1979 vergrößerten sie sich und konnten einen ganzjährigen Spielbetrieb als Theater- und Symphonieorchester in Nordbayern aufnehmen, die Auftritte in den Kurbädern wurden eingestellt. 1978 gründeten die Hofer Symphoniker eine eigene Musikschule. Damit begann unter Lutz Herbig die Entwicklung zum Kultur- und Bildungsunternehmen. Im Jahr 1980 wurde der in London geborene Gilbert Varga (* 17. Januar 1952, Sohn des Violinisten Tibor Varga) Chefdirigent der Hofer Symphoniker.

## Konzerttätigkeit und Kooperationen

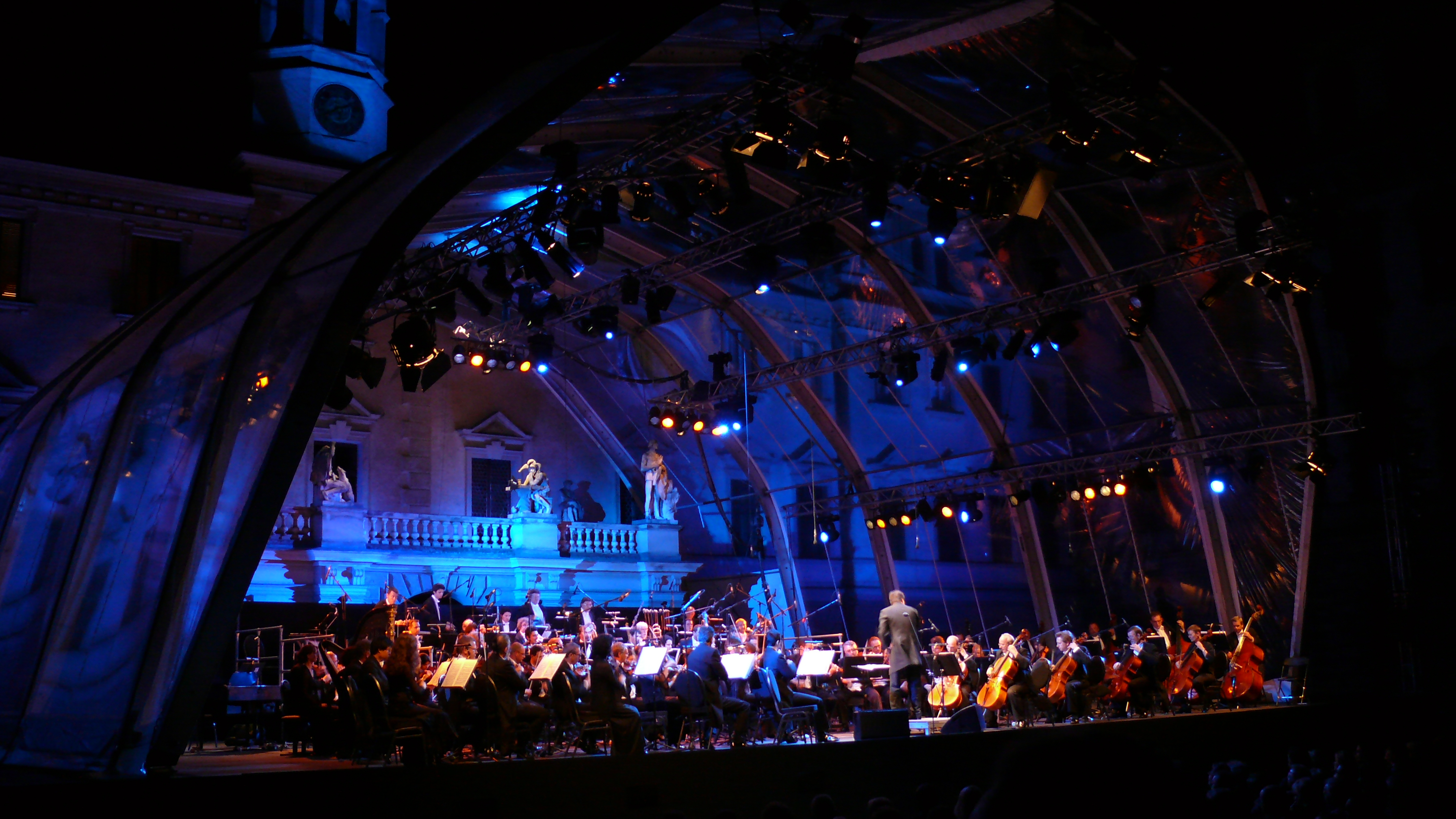
Die Hofer Symphoniker bei den Thurn-und-Taxis-Schlossfestspielen Regensburg 2010

Die Hofer Symphoniker konzertieren vor allem in der Freiheitshalle Hof und in diversen Spielstätten Oberfrankens. Künstler wie Mojca Erdmann, Julia Fischer, Hilary Hahn, Daniel Hope, Albrecht Mayer, Daniel Müller-Schott, Martin Stadtfeld oder Jörg Widmann traten mit dem Orchester auf. Neben den jährlich rund 65 Symphoniekonzerten arbeitete das Orchester mit Sängern zusammen wie José Carreras, Lucia Aliberti und Jonas Kaufmann bei den Thurn-und-Taxis-Schlossfestspielen in Regensburg. Das Orchester gastierte unter anderem im  Gewandhaus Leipzig zur Eröffnung der Buchmesse 2004, der Alte Oper Frankfurt im Berliner Konzerthaus am Gendarmenmarkt. Im November 2005 waren die Hofer Symphoniker in der ZDF-Sendung Eine große Nachtmusik mit Götz Alsmann zu sehen. Das Orchester konzertiert auch im Bereich der U-Musik; es trat unter anderem mit Joja Wendt, Quadro Nuevo, den Klazz Brothers und Maria Markesini auf. Zum Repertoire gehören Werke aus Film, Rock, Classic-Pop und Jazz.
Eine enge Kooperation besteht mit Theater Hof, wo das Orchester 54 Prozent der tarifrechtlich möglichen Orchesterdienste zur Gestaltung des Musiktheaters (Oper, Operette, Musical, Ballett) leistet.

## Leitung

### Chefdirigenten
- 1945–1950: Karl F. Keller (Kapellmeister)[3]
- 1950–1955: Karl Friderich
- 1955–1967: Werner Richter-Reichhelm
- 1967–1973: Peter Richter de Rangenier
- 1973–1974: Klaus Volkmann (kommissarisch)
- 1974–1979: Lutz Herbig
- 1979–1980: Jaroslav Opěla (kommissarisch)
- 1980–1985: Gilbert Varga
- 1985–1989: Sergio Cardenas
- 1989–1996: Hikotaro Yazaki
- 1997–2001: Golo Berg
- ab der Spielzeit 2024/25: Martijn Dendievel[5]

Von 2001 an leiteten Gastdirigenten die Hofer Symphoniker. Der Schweizer Dirigent Daniel Klajner war von 2010 bis 2016 „Erster Gastdirigent“ des Orchesters. Seit 2016 ist Hermann Bäumer „Conductor in Residence“ der Hofer Symphoniker. Enoch zu Guttenberg (1946–2018) war vom 16. Mai 2003 bis zu seinem Tode 2018 Ehrendirigent.

## Musikschule

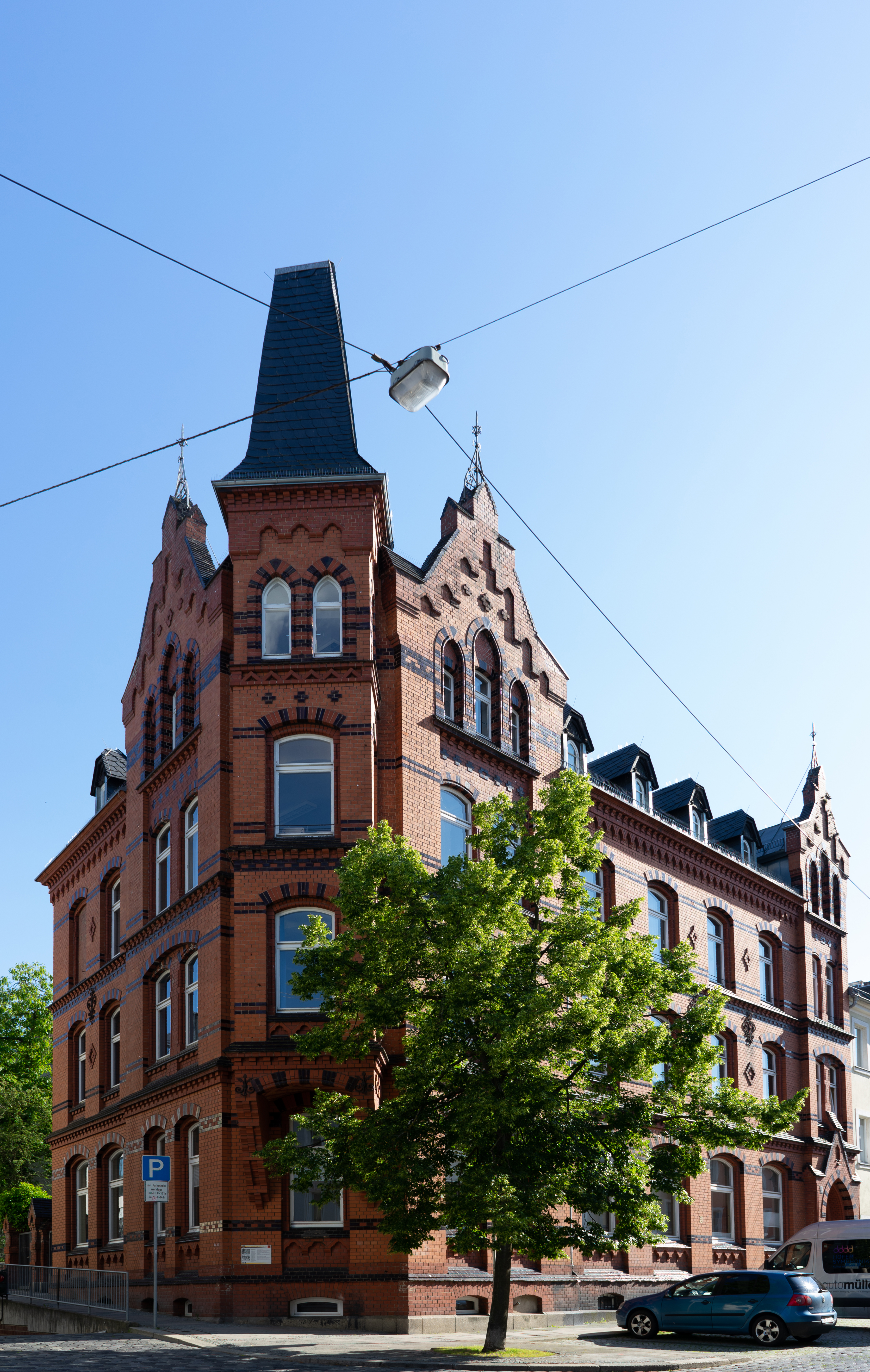
Musikschule und Intendanz der Hofer Symphoniker

In der Musikschule des Orchesters wird von Musikern des Orchesters Unterricht in allen Instrumentalfächern erteilt, die im Symphonieorchester vorkommen. Viele Schüler wurden bereits mit Preisen beim Wettbewerb Jugend musiziert und mit dem Deutschen Musikpreis für Akkordeonsolisten ausgezeichnet. Neben den klassischen Instrumenten werden moderne Instrumente wie Rockgitarre, E-Bass, Rock-Pop-Gesang, Saxophon, Volks- und Vokalmusik sowie musikalische Früherziehung unterrichtet. Begabte Schüler haben die Möglichkeit, gemeinsam mit dem Orchester aufzutreten und eine Förderklasse zur Vorbereitung auf das Studium an einer Musikhochschule zu besuchen. Dieses Modell wird als Hofer Modell bezeichnet. Zu diesem Modell gehören auch spezielle Unterrichtsformen und Kooperationsmodelle wie zum Beispiel seit 1994 der musische Zweig am Jean-Paul-Gymnasium Hof (mit Leistungskurs Musik) sowie seit 2009 der musische Zweig an der Realschule Naila; des Weiteren die Bläserklassen und das Symphonische Blasorchester am Schiller-Gymnasium Hof, eine Percussions-Klasse an der Sophienschule Hof als musisch-soziales Projekt. Weitere Projekte sind intergeneratives Musizieren in Zusammenarbeit mit einem Kinderhort und einem Altenheim sowie musikalische Grundausbildung an Grundschulen und Familienkonzerte.
Außerdem werden Auftrittsmöglichkeiten für Preisträger der jährlichen Wettbewerbe Jugend musiziert geboten, zum Teil als Förderpreis der Hofer Symphoniker im Rahmen der Preisträgerkonzerte „Stars von morgen“.
Für den frühinstrumentalen Musikunterricht wird die Suzuki-Methode eingesetzt. Seit 1994 gibt es an der Musikschule der Hofer Symphoniker die Suzuki-Akademie, die in Zusammenarbeit mit der Deutschen Suzuki-Gesellschaft auch Musiklehrer für diese Methode weiterbildet. Es werden rund 100 Kinder von neun Lehrkräften unterrichtet. Im zweijährlichen Rhythmus finden seit 1999 die Bayerischen Suzuki-Tage in Hof statt, ein internationaler Workshop für Schüler, Lehrer und an der Methode Interessierte.

## Kunstschule
1982 wurde eine Kunstschule angegliedert, damals noch unter dem Namen Malschule. Hier werden diejenigen gefördert, die sich bildnerisch im musischen Umfeld betätigen möchten. Heute erhalten rund 60 Schüler aller Altersklassen (Kinder und Erwachsene) Unterricht im Malen und Zeichnen. Die Dozenten sind ausgebildete Kunstpädagogen oder Diplomdesigner. In jährlich fünf bis sieben Ausstellungen werden die Arbeiten der Schüler der Öffentlichkeit präsentiert.

## Wettbewerbe

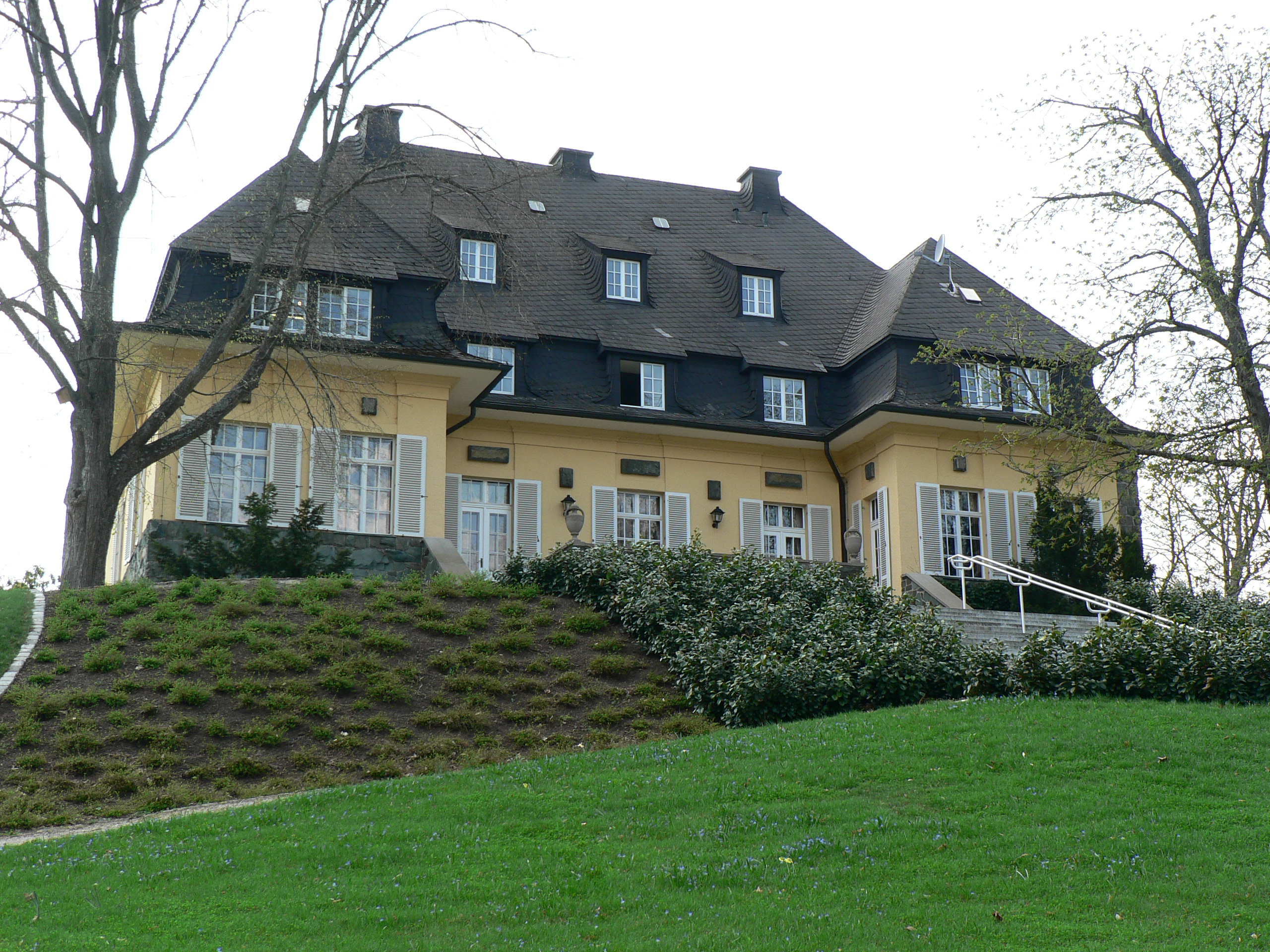
Internationale Musikbegegnungsstätte Haus Marteau in Lichtenberg

Der Internationale Violinwettbewerb Henri Marteau findet alle drei Jahre in der Internationalen Musikbegegnungsstätte Haus Marteau in Lichtenberg sowie in der Hofer Freiheitshalle statt. 2002 vom Freundeskreis der Musikbegegnungsstätte Haus Marteau e. V. ins Leben gerufen, übernahm der Bezirk Oberfranken 2007 die Trägerschaft des Wettbewerbs. Mit der künstlerischen und organisatorischen Gesamtleitung wurde das Kultur- und Bildungsunternehmen Hofer Symphoniker betraut.
Der Regionalwettbewerb Jugend musiziert für die Landkreise Hof und Wunsiedel wird seit 2008 vom Kultur- und Bildungsunternehmen Hofer Symphoniker ausgerichtet. Alljährlich findet der Regionalwettbewerb in einem der beiden Landkreise jeweils an einem anderen Ort statt.
Im November 2002 wurde der erste deutsch-tschechische Wettbewerb für vierhändiges Klavierspiel „Piano über Grenzen“ veranstaltet. Nach einer tschechischen und einer deutschen Nationalrunde schloss sich die internationale Finalrunde an. Der Wettbewerb wird seither in dreijährlichem Turnus ausgerichtet.

## Stiftung Hofer Symphoniker
Im Dezember 1999 wurde die Stiftung Hofer Symphoniker gegründet. Sie ist die erste Stiftung Deutschlands, die ausschließlich zu Gunsten eines Orchesters arbeitet. Frühzeitig reagierte damit das Kultur- und Bildungsunternehmen Hofer Symphoniker auf die zunehmend schwieriger werdende Finanzlage der öffentlichen Hand. Die Stiftung Hofer Symphoniker ist ein neuer Weg, langfristig die Existenz des Kulturunternehmens zu sichern. Sie bietet der Wirtschaft und der Bürgerschaft die Möglichkeit, sich verstärkt für eine große und wichtige Kultureinrichtung ihrer Heimatstadt und ihrer Region einzusetzen.

## Auszeichnungen
- 2004: Preis Inventio 2004, verliehen durch Bundespräsident Johannes Rau für die Jugendarbeit[11]
- 2005: Auszeichnung der nationalen Initiative Deutschland – Land der Ideen als einer der 365 repräsentativen Orte im Land der Ideen[12]
- 2006: Friedrich-Baur-Preis 2006 für Musik der Bayerischen Akademie der Schönen Künste[13]
- 2010: ECHO Klassik Sonderpreis der Jury für Nachwuchsförderung im Bereich der Klassik[14]
- 2010: Kulturpreis der Bayerischen Landesstiftung[14]
- 2011: Kulturpreis Bayern der E.ON Bayern AG[15]
- 2016: Heimatpreis Bayern[16]